# How the Boys Fought the Indians
How the Boys Fought the Indians è un cortometraggio muto del 1912

## Produzione
Il film fu prodotto dalla Edison Company.

## Distribuzione
Distribuito dalla General Film Company, il film - un cortometraggio di 210 metri - uscì nelle sale cinematografiche statunitensi il 6 luglio 1912. Nel Regno Unito, venne distribuito il 25 settembre 1912.
Nelle proiezioni, veniva programmato con il sistema dello split reel, accorpato in un'unica bobina con un altro cortometraggio prodotto dalla Edison, la commedia An Intelligent Camera.